# Y Chamaeleontis
Y Chamaeleontis är en pulserande variabel av Mira Ceti-typ (M)  i stjärnbilden Kameleonten.
Stjärnan har en visuell magnitud som varierar mellan +9,4 och lägre än 14,7 med en period av 217,5 dygn.